# (33117) Ashinimodi
(33117) Ashinimodi est un astéroïde de la ceinture principale.

## Description
(33117) Ashinimodi est un astéroïde de la ceinture principale. Il fut découvert le 23 janvier 1998 à Socorro (Nouveau-Mexique) par le projet LINEAR. Il présente une orbite caractérisée par un demi-grand axe de 2,38 UA, une excentricité de 0,18 et une inclinaison de 4,5° par rapport à l'écliptique.